# Diplopterygium deflexum
Diplopterygium deflexum är en ormbunkeart som först beskrevs av Holtt., och fick sitt nu gällande namn av Barbara S. Parris. Diplopterygium deflexum ingår i släktet Diplopterygium och familjen Gleicheniaceae. Inga underarter finns listade.